# Institut Pasteur de Bruxelles

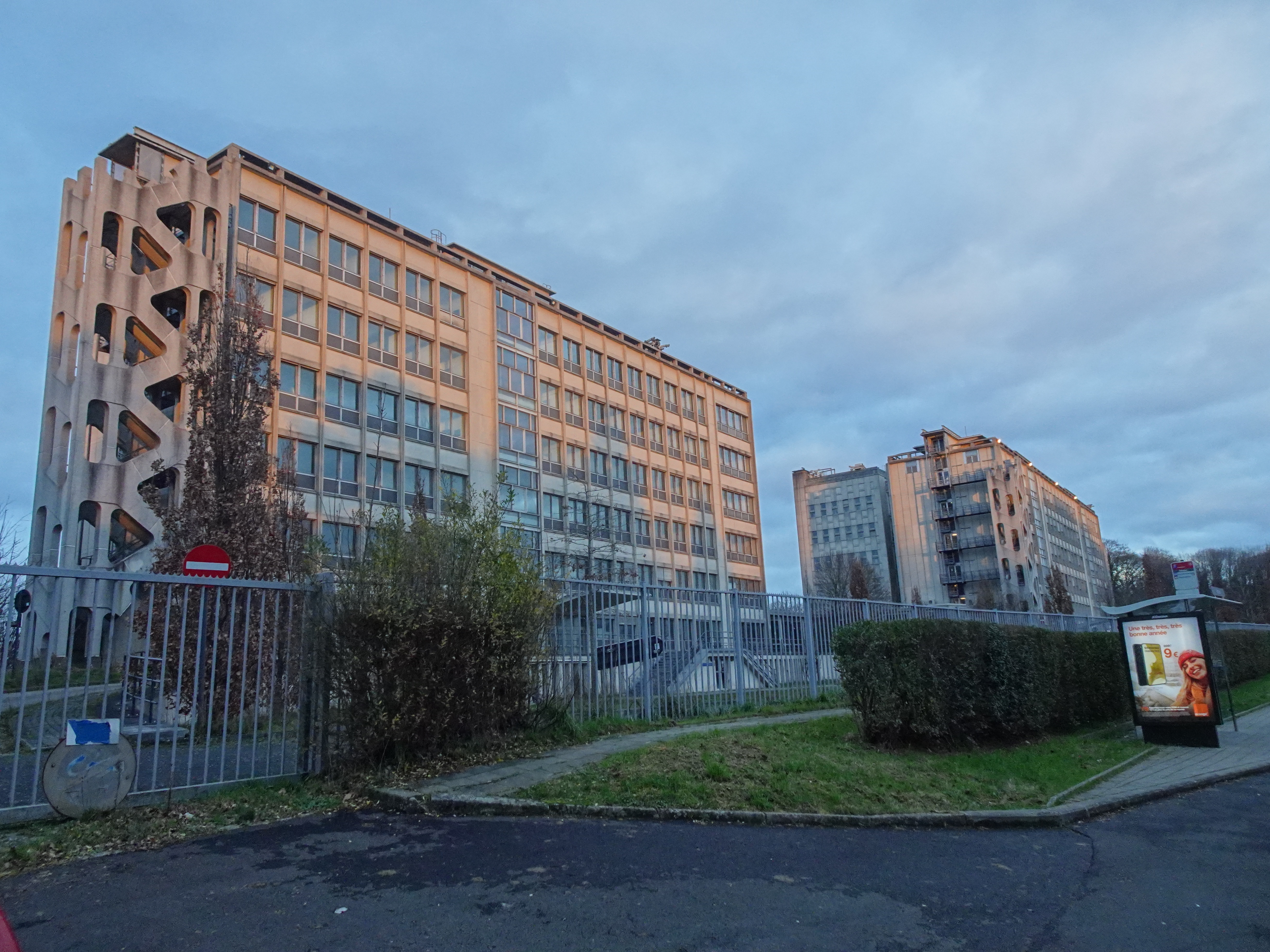

 (juillet 2012).
Si vous disposez d'ouvrages ou d'articles de référence ou si vous connaissez des sites web de qualité traitant du thème abordé ici, merci de compléter l'article en donnant les références utiles à sa vérifiabilité et en les liant à la section « Notes et références ».
L'institut Pasteur de Bruxelles a été fondé en 1900 par Jules Bordet, disciple de Louis Pasteur et Prix Nobel de médecine en 1919. Il est le seul institut Pasteur qui n'ait pas été fondé à l'initiative de l'institut Pasteur de Paris. Baptisé à l'origine « Institut Pasteur du Brabant » parce qu'il était financé par cette province belge, il fut renommé, à la fin du XXe siècle, « Institut Pasteur de Bruxelles » et intégré au service public fédéral belge de Santé publique.
Initialement situé en bordure du parc Léopold à Bruxelles, il fut installé à partir de 1982, dans un grand immeuble moderne de la commune bruxelloise d'Uccle rassemblant ses divers laboratoires de diagnostic microbiologique et de recherche et un service administratif.
Les recherches en bactériologie, parasitologie, immunologie, biologie cellulaire et moléculaire y étaient consacrées à l'étude des maladies transmissibles en général dont le botulisme, la tuberculose, la toxoplasmose et la rage.
À la suite d'une décision ministérielle (A.R. du 20 décembre 2007) l’institut Pasteur de Bruxelles a définitivement disparu ainsi que l’ensemble de ses missions. À partir de 2008 les différents laboratoires de l'ancien institut Pasteur de Bruxelles ont été intégrés au sein de la direction Maladies transmissibles et infectieuses de l'Institut scientifique de santé publique (WIV-ISP) devenu Sciensano, en 2018.